# Limonada
Limonada è il quinto album (il quarto in studio) della cantautrice portoricana Kany García. L'album, registrato a New York sotto la produzione di David Kahne, è stato pubblicato da Sony BMG il 20 maggio 2016 e nello stesso giorno raggiunge il primo posto tra le vendite nella piattaforma iTunes. Raggiunge anche il primo posto nella Top Latin Albums di Billboard per la vendita di più di 2000 copie nella settimana del lancio, diventando il primo album dell'artista a raggiungere questa posizione.

## Tracce
1. Mio – 3:01 (Kany García, Pablo Preciado, Román Torres)
2. De verano a invierno – 3:26 (Kany García, Rosana Arbelo)
3. Perfecto para mi – 2:53 (Kany García, David Kahne)
4. El mejor – 3:08 (Kany García, Claudia Brant)
5. Aquí (ft. Abel Pintos) – 3:12 (Kany García, Pablo Preciado, Román Torres)
6. Peligro de extinción – 2:49 (Kany García, David Kahne)
7. Me pregunto – 2:56 (Kany García)
8. Cómo decirle – 4:00 (Kany García, Tommy Torres, David Kahne)
9. Yo quiero bailar – 2:46 (Kany García, Claudia Brant, David Kahne)
10. Libre – 2:38 (Kany García, David Kahne)
11. Limonada – 3:21 (Kany García, Pablo Preciado, Román Torres)

## Classifiche
| Chart                          | Posizione massima |
| ------------------------------ | ----------------- |
| U.S Billboard Top Latin Albums | 1                 |
| U.S Billboard Latin Pop Albums | 1                 |